# Kristina Kristiansen
Kristina Kristiansen (Høje-Taastrup, 1989. július 13. –) dán válogatott kézilabdázó, jelenleg a dán élvonalban játszó Nykøbing Falster HK játékosa.

## Pályafutása
Kristina Kristiansen  ötéves  korában kezdett kézilabdázni a Roar Roskilde csapatában. 2007-ben igazolt az akkor másodosztályú Team Tvis Holstebróhoz. A csapat 2009-ben jutott föl az első osztályba, 2011-ben pedig az EHF-kupa döntőjébe is eljutott, ahol a dán FC Midtjylland Håndbold ellen vereséget szenvedett. 2013-ban jutottak el újra a döntőig ebben a sorozatban, amelyet a francia Metz Handball ellen játszották. A döntő első mérkőzésén hazai pályán kikaptak négy góllal, de a visszavágót - amelyen Kristiansen 12 gólt szerzett - idegenben öt góllal megnyerték, így elnyerték a kupát. 2015-ben újra döntőt játszhatott csapatával az EHF-kupában, ahol az orosz Rosztov-Don volt az ellenfél, és legyőzésükkel másodszor is kupagyőztes csapat tagja lett.
2015 tavaszán bejelentették, hogy a következő szezontól a Nykøbing Falster HK csapatában folytatja pályafutását, amely csapat végül a szezon végén kiesőhelyen zárta a bajnokságot. Később azonban kiderült, hogy az előttük végző Skive nem vállalja az első osztályú indulást, így a Nykøbing Falster HK maradhatott a bajnokságban.
A dán válogatottal 2009 óta vesz részt világversenyeken, amellyel a 2013-as világbajnokságon bronzérmes lett. A 2014-es Európa-bajnokságon csapata ugyan csak 7. helyen végzett, de Kristiansent beválasztották a torna All Star csapatába.

## Sikerei
- EHF-kupa győztes: 2013, 2015
  - döntős: 2011
- Világbajnokság bronzérmese: 2013